# Кудамм-каре
Ку́дамм-каре́ (нем. Kudamm-Karree) — комплекс зданий на бульваре Курфюрстендамм, сокращённо называемом Кудамм, в берлинском районе Шарлоттенбург. Включает в себя высотное здание, торговый центр, театр и офисный центр. На втором этаже подземного гаража при высотном здании расположено так называемое «сооружение многоцелевого назначения» — бункер на случай ядерной войны, построенный в 1973—1974 годах.
Прямоугольный в основании комплекс зданий в Шарлоттенбурге, ограниченный Курфюрстендамм, Уландштрассе, Литценбургер-штрассе и Кнезебекштрассе, был построен в 1969—1974 годах по проекту архитектора Зигрид Кресман-Чах. Высотное здание имеет высоту 102 метра и насчитывает 23 этажа. Общая площадь здания составляет 23 тыс. кв. м. В 1994—1995 годах здание подверглось капитальному ремонту и обрело новый фасад. Собственник здания планирует очередную реконструкцию здания, чтобы обустроить его также под жильё.
Подземное убежище, построенное в годы холодной войны, может вместить 3592 человек и по официальным данным выдерживает ядерный удар на расстоянии 1,5 км. Часть убежища была передана под экспозицию музея «История Берлина», открывшегося 24 июня 1999 года. Помещения бункера также предлагаются в аренду.